# Hiram R. Revels
Hiram Rhodes Revels (Fayetteville, 27 de setembro de 1822 - Aberdeen, 16 de janeiro de 1901) foi o primeiro afro-americano a servir no Senado dos Estados Unidos. Ele representou o estado do Mississipi em 1870-1871, durante o período conhecido como Reconstrução, após a Guerra Civil Americana (1861-1865). Até ao momento, Revels foi um dos nove afro-americanos que já serviram no Senado americano.
Revels nasceu livre, em Fayetteville (Carolina do Norte), filho de um mulato e possivelmente de uma escrava emancipada. Ele foi educado por um homem negro. Em 1838, foi viver com o irmão, Elias B. Revels, em Lincolnton, Carolina do Norte, onde trabalhou como barbeiro na barbearia do irmão. Elias morreu em 1841 e sua viúva, Mary Revels, passou a barbearia para o nome de Hiram antes de se casar novamente.
Ele estudou num seminário para negros em Ohio. Foi ordenado ministro em 1845. Frequentou o Union County Quaker Seminary em Indiana e, entre 1856-57, o Knox College, em Galesburg, Illinois. Como ministro da African Methodist Episcopal Church (Igreja Metodista Episcopal Africana), Revels pregou em Indiana, Illinois, Ohio, Tennessee, Missouri, Kansas, e Maryland durante a década de 1850. "Na época, eu encontrei grande oposição", ele se lembrou mais tarde, "Fui preso no Missouri em 1854 por pregar o Evangelho aos negros". Mais tarde, ele se fixaria em Baltimore, Maryland, onde abriu uma escola particular.
Como capelão, Revels ajudou a criar dois regimentos negros para a União durante a Guerra Civil Americana, em Maryland e no Missouri. Participou da Batalha de Vicksburg no Mississipi.

## Carreira Política
Em 1865, Revels retornou ao seu ministério com breves passagens pelo Kansas e Louisiana. Em 1866, estabelece-se definitivamente em Natchez, Mississipi, com sua esposa e suas cinco filhas. Em Natchez, fundou escolas para crianças negras.
Durante a Reconstrução, Revels foi eleito vereador em Natchez em 1868 e foi eleito como representante do Condado de Adams para o Senado Estadual do Mississipi no ano seguinte. Em janeiro de 1870, Revels apresentou um memorável discurso de abertura ao tomar posse. O discurso foi tão eloquente que marcou profundamente aqueles que o ouviram. Graças à sua oratória, Hiram Revels chegaria ao Senado Americano. Naquela época, cada senado estadual indicava os representantes do Estado no Senado Federal. Revels foi eleito por 81 votos a 15 para terminar o mandato de Jefferson Davis, ex-presidente dos Estados Confederados da América.
Apesar da vitória, opositores de Revels alegavam que ele não poderia tomar posse. Eles alegavam que nenhum negro era cidadão americano antes da 14ª Emenda, ratificada em 1868. Para ser eleito senador nos Estados Unidos é preciso ter nove anos de cidadania. Revels, argumentavam, tinha apenas dois anos de cidadania americana. Os defensores de Revels disseram que tal interpretação só se aplicava a negros "puros" e Revels descendia de um mestiço e não era puro, portanto. Ele sempre teve cidadania americana. Assim, após nova votação, por 48 votos a 8, o nome de Revels foi aprovado e ele pôde assumir sua cadeira em Washington, D.C.

## No Senado
Revels, um republicano moderado, apresentou-se como um vigoroso advogado da igualdade racial. No seu primeiro discurso no Senado, chamando a atenção para o caso dos legisladores negros que haviam sido banidos pelos colegas brancos na Assembleia Geral da Geórgia, ele disse: "Eu garanto que o passado de minha raça é um verdadeiro índice de sentimentos que os anima. Eles não vão se elevar se sacrificarem o menor interesse de seus companheiros brancos."
Ele fez parte do Comitê de Educação e Trabalho e do Comitê do Distrito de Colúmbia. As atenções do Senado, na época, estavam voltadas para a reconstrução do país. Enquanto republicanos radicais defendiam severas e contínuas punições para os ex-Confederados, Revels defendeu a amnistia total e irrestrita, dando a eles um voto de confiança.
O mandato de Revels durou apenas um ano (de 25 de fevereiro de 1870 a 3 de março de 1871). Discreta e persistentemente, ele sempre lutou pela igualdade, apesar de seus esforços terem sido infrutíferos. Ele discursou contra uma proposta de emenda do senador Allen G. Thurman (Democrata de Ohio) para manter segregadas as escolas de Washington, D.C. Nomeou um jovem negro para a Academia Militar dos Estados Unidos, mas a nomeação não foi aprovada. Ele, porém, conseguiu uma vitória ao defender a causa de trabalhadores negros que haviam sido proibidos de trabalhar na Base Naval de Washington por motivos raciais.
Revels foi muito elogiado pela imprensa por suas capacidade oratória. Sua conduta no Senado, além das de outros afro-americanos eleitos para a Câmara dos Representantes levou um contemporâneo branco, James G. Blaine, a afirmar: "Os homens de cor que tomaram posse tanto no Senado quanto na Câmara dos Representantes são estudiosos, esforçados, ambiciosos, cuja conduta pública honraria qualquer raça."